# Хронология древней истории Ближнего Востока

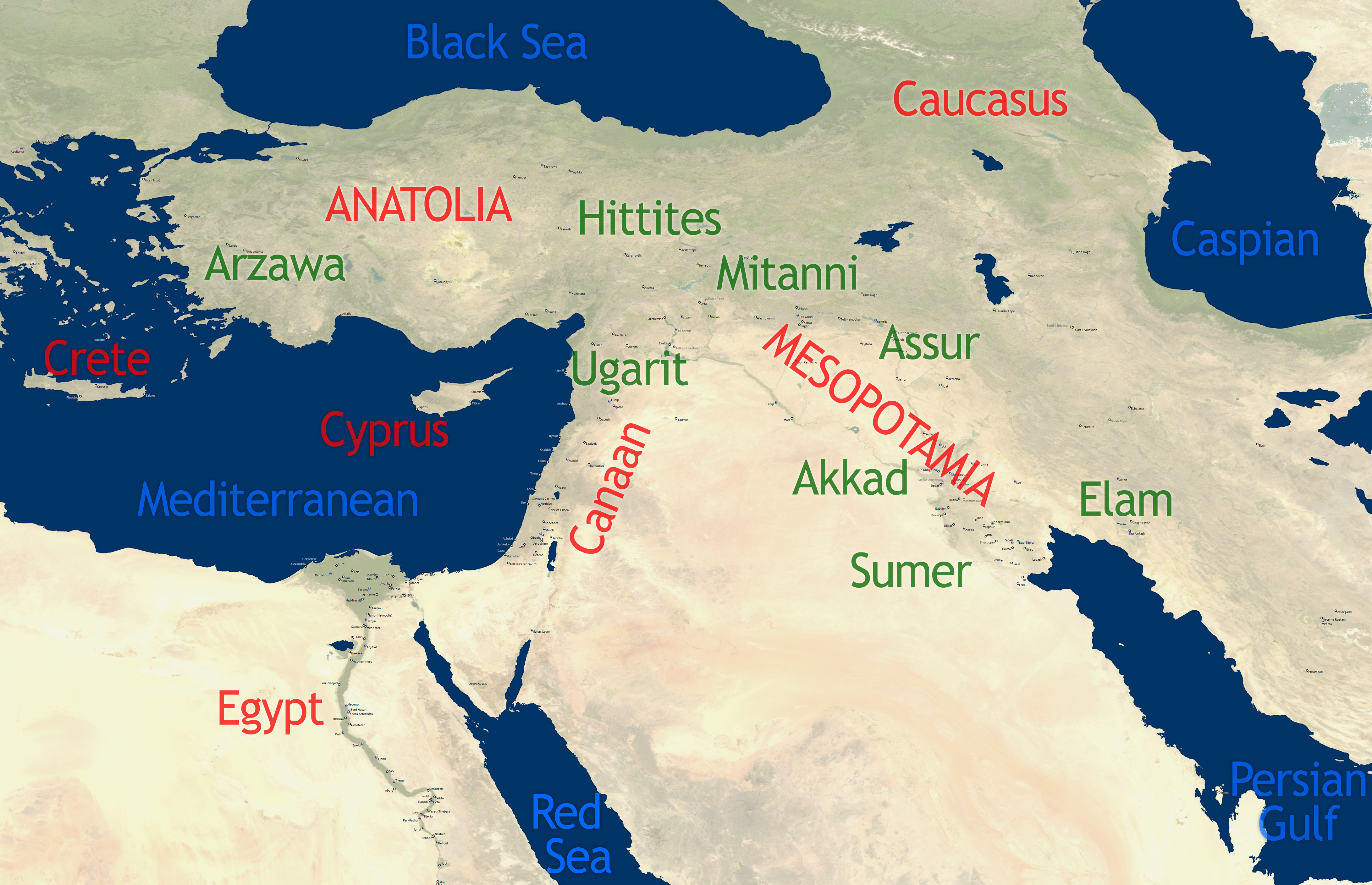
Обзорная карта Древнего Ближнего Востока

Хроноло́гия Дре́вней исто́рии Бли́жнего Восто́ка — система датирования известных исторических дат, которые были на Близком Востоке (Египте, Леванте, Междуречье, Малой Азии и близлежащих регионах) в период бронзового и раннего железного веков.

## Хронологические периоды

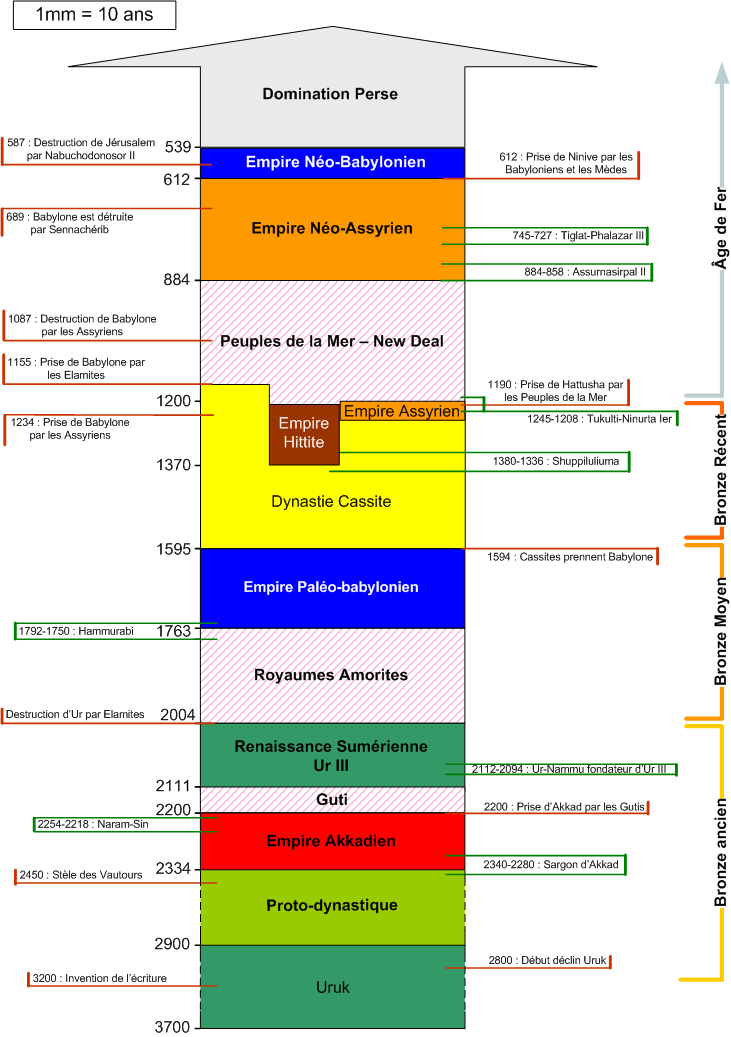
Средняя хронология главных событий эпохи

Исторические надписи и тексты обычно описывают события в терминах смены чиновников или правителей: «в год X царя Y». Сравнивая множество записей, получается относительная хронология, связывающая даты в городах на большой территории. Для 3-го и 2-го тысячелетий до н.э. эта корреляция менее определенна, но можно выделить следующие периоды:
- Ранний бронзовый век: Вслед за развитием клинописи в предшествующие периоды (Урукский период и период Джемдет-Наср) появился ряд правителей и династий, чье существование подтверждается в основном лишь скудными современными им письменными источниками (например, Энмебарагеси), в сочетании с археологическими культурами, некоторые из которых считаются проблематичными (например, ранняя династия II). Отсутствие дендрохронологии, астрономических корреляций и разреженность современных, хорошо стратифицированных последовательностей радиоуглеродных дат из Южной Месопотамии затрудняет присвоение абсолютных дат этой плавающей хронологии[3][4].

- Средний бронзовый век: начиная с Аккадской империи около 2300 г. до н.э., хронологические свидетельства становятся внутренне более последовательными. Можно нарисовать хорошую картину того, кто кого сменил, и установить синхронность между Месопотамией, Левантом и более надежной хронологией Древнего Египта. В отличие от предыдущего периода, существует множество точек данных, помогающих превратить эту плавающую хронологию в фиксированную. К ним относятся астрономические события, дендрохронология, радиоуглеродное датирование и даже извержение вулкана. Несмотря на это, никакого соглашения достигнуто не было. Наиболее часто встречающееся решение состоит в том, чтобы поместить правление Хаммурапи с 1792 по 1750 год до нашей эры, «среднюю хронологию», но консенсус далек от консенсуса[5].

- Поздний бронзовый век: За падением Первой Вавилонской империи последовал период хаоса, когда «позднедревневавилонские царские надписи немногочисленны, а названия лет становятся менее связанными с воспоминаниями о политических событиях, ранние касситские свидетельства еще более скудны, и до недавнего времени источники Силенда I почти не существовали».[6] После этого наступил период стабильности: ассирийское Среднее царство, Новохеттское царство и Третья вавилонская династия (касситы).

- Крах бронзового века: «Темный век» начинается с падения Вавилонской династии III (касситской) около 1200 г. до н.э., вторжения народов моря и распада Хеттской империи.

- Ранний железный век: около 900 г. до н.э. письменные записи снова становятся более многочисленными с подъемом Новоассирийского царства, устанавливая относительно надежные абсолютные даты. Классические источники, такие как канон Птолемея, работы Бероса и Танахеврейская Библия, обеспечивают хронологическую поддержку и синхронизмы. Надпись десятого года правления ассирийского царя Ашшур-Дана III относится к солнечному затмению, а астрономические расчеты среди диапазона вероятных лет датируют затмение 15 июня 763 года до нашей эры. Это может быть подтверждено другими упоминаниями об астрономических событиях, и установлена надежная абсолютная хронология, связывающая относительную хронологию с доминирующим в настоящее время григорианским календарем.

## Характеристика источников

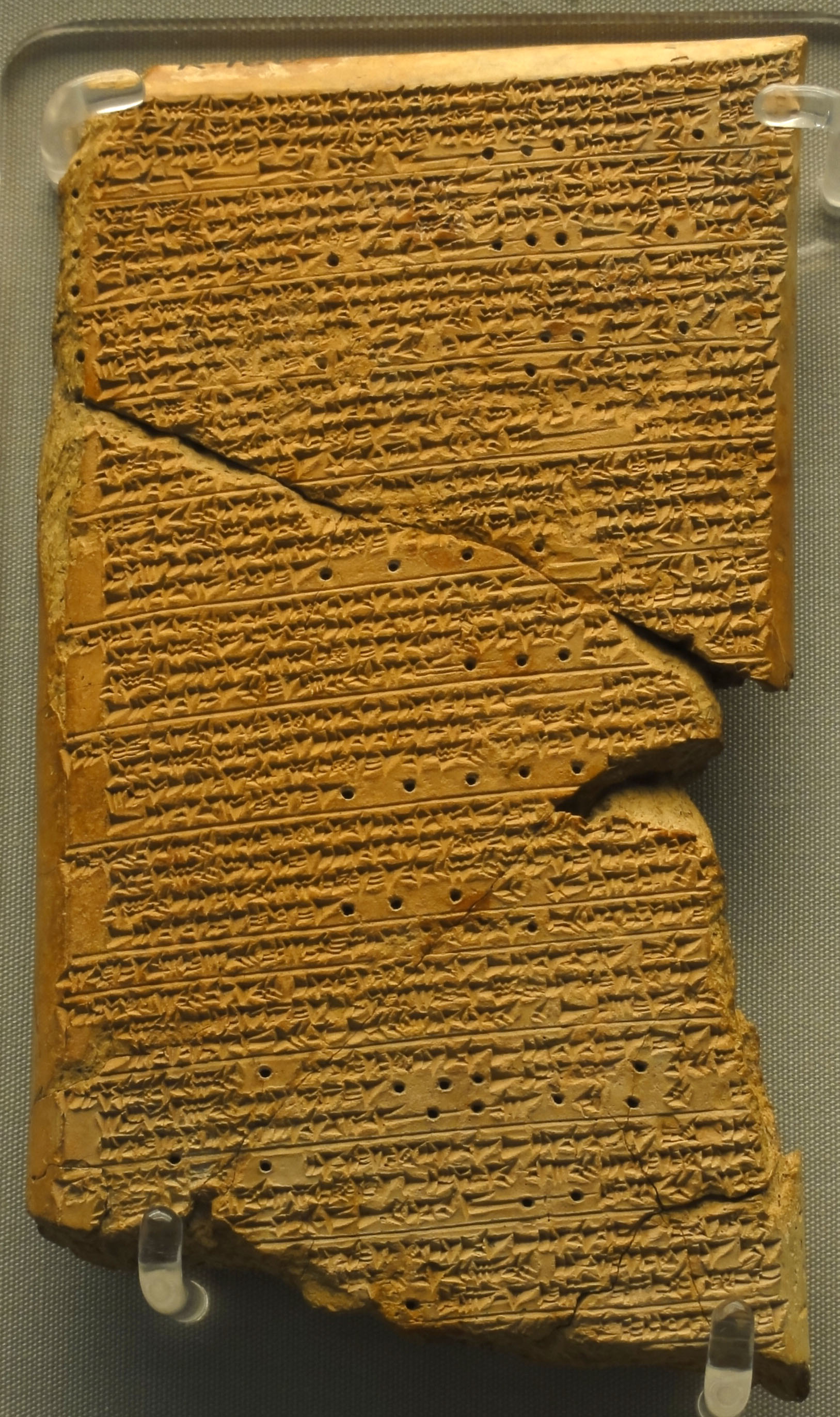
Табличка с записями наблюдения за Венерой во времена Амми-цадуки

Поскольку даты всех известных событий в этот период в настоящее время можно определить лишь относительно, то существует несколько систем (хронологий), которые по различному привязывают известные события к точным датам. Основными из них являются средняя и короткая. Устаревшими и незначимыми являются длинная и ультракороткая хронологии.
Основная проблема c точным датированием событий в древней истории Ближнего Востока заключается в том, что все письменные свидетельства, которые дошли до нашего времени, записаны в виде последовательностей царствований правителей разных городов и государств, без привязки к абсолютной дате. Поэтому возможно (в большинстве случаев) лишь относительное датирование событий. К счастью для историков, в подобных хрониках упоминаются несколько астрономических событий, время которых можно вычислить точно. Наиважнейшие из них это наблюдения за движением Венеры и описание солнечных затмений, сопоставленных с точными годами правления некоторых Вавилонских и ассирийских царей. Имеется несколько возможных вариантов точного датирования этих событий, к которым и «привязываются» прочие описания в хрониках и списках времени правлений. Эти различные варианты и обуславливают наличие разных хронологий.

## Варианты хронологии среднего бронзового века
Из-за недостаточности источников на протяжении всего «Темного века» история ближневосточного среднего бронзового века вплоть до конца Первой Вавилонской династии основана на плавающей или относительной хронологии. Были попытки закрепить хронологию, используя записи о затмениях и другие методы, такие как дендрохронология и радиоуглеродное датирование, но ни одна из этих дат не нашла широкой поддержки.
В настоящее время основные школы мысли по абсолютной датировке этого периода разделены 56 или 64 годами. Это связано с тем, что ключевым источником для этого анализа являются наблюдения за предзнаменованием в табличке Венеры Амми-цадуки, и они кратны 8-летнему циклу видимости Венеры с Земли. Альтернативные основные хронологии определяются датой 8-го года правления Амми-цадуки, царя Вавилона.
В зависимости от того, как оценивается возможная ошибка наблюдения Венеры (а также по ряду других соображений), используются три разные хронологические схемы («короткая», «средняя» и «длинная»). Разница между ними составляет около 64 лет в ту или иную сторону, а для начала II тысячелетия до н. э. — уже около 100 лет.

## Датированные события
- 627 г до н. э. — Дата смерти Ашшурбанипала, царя Ассирии